# Gary Forby
Gary Forby  é um democrata membro do Senado de Illinois, o que representa o 59º Distrito desde 2003. Ele era um membro da Câmara dos Representantes de Illinois entre 2001 a 2003, até substituir o ex-senador Larry Woolard, em 2003.  
Nascido em Anna (Illinois), em 1945, Forby é um nativo do sul de Illinois. Ele vive atualmente em Benton com seus quatro filhos e um neto. Ele era um membro da Câmara dos Representantes de Illinois entre 2001 a 2003, até substituir o ex-senador Larry Woolard, em 2003. 